# Friedrich-Carl Hanesse
Friedrich-Carl Hanesse (* 21. September 1892 in Worms; † 12. Mai 1975 in Wiesbaden) war ein deutscher General der Flieger der Luftwaffe im Zweiten Weltkrieg.

## Leben
Beförderungen
- 19. November 1912 Fähnrich
- 18. August 1913 Leutnant
- 5. Oktober 1916 Oberleutnant
- 1. Januar 1924 Hauptmann
- 1. September 1933 Major
- 1. September 1935 Oberstleutnant
- 1. Oktober 1937 Oberst
- 1. April 1940 Generalmajor
- 1. April 1942 Generalleutnant
- 1. Januar 1944 General der Flieger

### Frühe Jahre und Erster Weltkrieg
Hanesse trat am 16. März 1912 in das Großherzogliche Hessische Feldartillerie-Regiment Nr. 25 ein, wo er zunächst als Fahnenjunker und nach Ausbruch des Ersten Weltkriegs bis zum 23. März 1915 als Batterieoffizier und Zugführer fungierte. Vom 24. März 1915 bis Ende August 1916 agierte Hanesse als Adjutant in der I. Abteilung im Feldartillerie-Regiment Nr. 112 sowie anschließend dort bis Mitte Februar 1917 als Regimentsadjutant. Am 15. Februar 1917 wechselte Hanesse zur Fliegertruppe über, wo er bis Ende Mai 1917 eine Ausbildung zum Flugzeugführer im Armeeflugpark 2 erhielt. Im Anschluss hieran flog er von Juni 1917 bis März 1918 als Flugzeugführer bei der Fliegerabteilung 225 (Artillerie) sowie danach bis Mai 1918 als Führer der Schutzstaffel 9 (ab März: Schlachtstaffel 9). Gleiche Funktion übte er im Juni 1918 in der Schlachtstaffel 2 aus. Zum 1. Juli 1918 stieg Hanesse zum Kommandeur der Schlachtgruppe III auf, die er bis Ende November 1918 führte. Anschließend diente er von Dezember 1918 bis zur Demobilisierung Ende Januar 1919 als Adjutant in der Grenzschutz-Fliegerstaffel 400.

### Zwischenkriegszeit
Im Februar 1919 erfolgte Hanesses Abkommandierung zum Fliegerhorst Brieg, wo er bis Ende 1919 als Adjutant eingesetzt war. Die gleiche Funktion übte er sodann von Januar bis Mai 1920 auf dem Fliegerhorst in Paderborn aus. Im Juni 1920 wurde er als Oberleutnant in der Kraftwagen-Kolonne 6 eingesetzt. Am 1. Oktober 1920 wurde Hanesse zum Batterieoffizier im Artillerie-Regiment 7 ernannt. Die gleiche Funktion übernahm er anschließend von Oktober 1921 bis September 1922 bei der reitenden Abteilung im 6. (Preußisches) Artillerie-Regiment. Von dort wurde er im Oktober 1922 zur Kavallerieschule Hannover abkommandiert, die er bis Ende September 1924 besuchte. In dieser Zeit wurde Hanesse am 1. Januar 1924 zum Hauptmann befördert. Nach dem Besuch der Kavallerieschule absolvierte Hanesse von Oktober 1924 bis September 1926 eine Führergehilfenausbildung. Nach deren Beendigung diente er von Oktober 1926 bis September 1927 im Stab der I. Abteilung seines 6. Artillerie-Regiments. Nach einer Tätigkeit als Fliegerreferent im Stab der 1. Division, welche von Oktober 1927 bis Oktober 1931 dauert, kehrte Hanesse als Batteriechef zu seinem Regiment zurück.
Am 31. Januar 1934 schied er aus diesem im Range eines Majors aus und wechselte am 1. Februar 1934 zu der im Aufbau befindlichen Luftwaffe. Dort wurde er bis Ende März 1935 als Lehrgangsleiter an der Bomberschule in Lechfeld eingesetzt. Vom 1. April 1935 bis Oktober 1937 war er Chef der Attaché-Abteilung im Reichsluftfahrtministerium in Berlin. Während dieser Zeit erfolgte am 1. September 1936 seine Beförderung zum Oberstleutnant sowie am 1. Oktober 1937 zum Oberst.

### Zweiter Weltkrieg
Am 3. Oktober 1937 wurde Hanesse zum Luftattaché an der deutschen Botschaft in Paris ernannt und später, nach Ausbruch des Zweiten Weltkrieges, in gleicher Funktion an der Gesandtschaft in Lissabon. Vom 3. September 1939 bis zum 30. September 1940 war er Luftattaché an der Gesandtschaft in Bern, wo er am 1. April 1940 zum Generalmajor befördert wurde. Am 1. Oktober 1940 wurde er Kommandierender General der deutschen Luftwaffe in Paris. Dort erfolgte am 1. April 1942 seine Beförderung zum Generalleutnant und am 1. Januar 1944 die zum General der Flieger. Vom 1. September 1944 bis zum 6. Februar 1945 war Hanesse Kommandierender General des Luftwaffenergänzungs-Korps in Bad Saarow. Dann schied er aus dem aktiven Wehrdienst aus. Im Juni 1945 wurde Hansesse von alliierten Soldaten verhaftet und in französische Kriegsgefangenschaft verbracht, aus der er im Dezember 1946 entlassen wurde.

## Auszeichnungen
- Eisernes Kreuz (1914) II. und I. Klasse[1]
- Verwundetenabzeichen (1918) in Schwarz[1]
- Preußisches Militärbeobachterabzeichen[1]
- Hessische Tapferkeitsmedaille[1]
- Krieger-Ehrenzeichen in Eisen[1]
- Hanseatenkreuz Hamburg[1]